# Cattura elettronica
La cattura elettronica (ε, o EC) è un processo di trasformazione nucleare (reazione nucleare) in cui è implicata l'interazione nucleare debole, come avviene più in generale anche per i decadimenti beta (β– e β+). Tale trasformazione nucleare può avvenire per isotopi di un elemento con neutroni in difetto rispetto a quelli presenti in un isotopo stabile dell'elemento. Consiste nella cattura di un elettrone ({\displaystyle e^{-}}) da parte del nucleo, in seguito alla quale un protone ({\displaystyle p^{+}}) viene mutato in neutrone ({\displaystyle n}) e simultaneamente viene espulso un neutrino elettronico ({\displaystyle \nu _{e}}); a livello del nucleo, il processo può quindi essere schematizzato così:
{\displaystyle p^{+}+e^{-}\to n+\nu _{e}}
La conservazione della carica elettrica è evidentemente soddisfatta, si conservano pure il numero barionico (scompare un protone e compare un neutrone) e il numero leptonico (scompare un elettrone e compare un neutrino). L'elettrone catturato può essere in teoria uno qualsiasi ma normalmente è un elettrone già presente nell'atomo stesso. Per un generico atomo neutro di un elemento E, cioè un nuclide AZE, soggetto a cattura elettronica, la trasformazione può essere schematizzata come segue:
AZE+ + e−   →   AZ-1E' + {\displaystyle \nu _{e}}
dove e− è l'elettrone che già fa parte dell'atomo e che poi verrà catturato dal nucleo, mentre AZE+ è lo stesso atomo senza quel suo elettrone; allora, questa reazione si può scrivere più semplicemente come:
AZE    →   AZ-1E' + {\displaystyle \nu _{e}}
Partendo da un atomo neutro i prodotti sono un atomo ancora neutro che ha nel nucleo un protone in meno (e un elettrone periferico in meno), un neutrone in più, e un neutrino emesso. Normalmente, l'elettrone catturato dal nucleo è uno del primo guscio elettronico (1s, noto anche come livello K, da cui l'altra denominazione di "cattura K"): la probabilità di cattura di un elettrone 1s è diverse volte maggiore che dal 2s; tuttavia, può anche essere catturato un elettrone di un guscio superiore, sebbene più raramente.
Questo processo è strettamente collegato con il decadimento β+, nel senso che nel nucleo atomico avviene ancora la trasformazione di un protone in un neutrone (qui però con espulsione di un positrone), per cui l'elemento chimico che viene prodotto è lo stesso, sebbene nel β+ esso venga prodotto come ione negativo; questo fa sì che la cattura elettronica e il decadimento β+ siano, a certe condizioni (vide infra), processi in competizione, che possono coesistere per un dato nuclide.

## Proprietà e confronti
Se infatti la differenza di energia tra l'atomo iniziale e quello finale, cioè il Q di reazione, è maggiore di 2mec2 (= 1,022 MeV), i due processi (ε e β+) sono entrambi permessi e avvengono entrambi (modalità mista). In questi casi all'interno della popolazione isotopica del campione entrambi i modi di decadimento avvengono insieme, seppure con percentuali diverse: nel caso del 73Se, che ha Q = 1,717 MeV per la trasformazione a 73As, si riscontra che essa avviene per il 35% dei casi come cattura elettronica e per il restante 65% dei casi per decadimento β+. Quando però Q >> 1,022 MeV può accadere che la cattura elettronica avviene comunque ma di solito in percentuale molto bassa, tale da poter essere difficilmente rivelata. Se invece quella differenza è minore di 1,022 MeV, cioè dell'equivalente in energia di due masse elettroniche, il modo β+ è energeticamente proibito e la cattura elettronica rimane l'unico processo possibile.
L'energia di decadimento (Q) consiste in energia cinetica dei prodotti, che però qui sono due soli (atomo figlio e neutrino), e non tre come nei decadimenti β– e β+. Dato che la massa di un qualsiasi atomo è enormemente maggiore di quella del neutrino, la quantità di moto si ripartisce tra i due ma tocca praticamente tutta al neutrino e quindi praticamente anche tutta l'energia cinetica. Ne consegue che nella cattura elettronica il neutrino prodotto è monoenergetico.

### Differenze con il decadimento nucleare
La cattura elettronica non è propriamente un decadimento nucleare. Ogni decadimento nucleare è un processo che interessa solo il nucleo di un atomo, è un processo che si svolge tutto al suo interno e che quindi avviene indipendentemente dalla presenza o meno di elettroni intorno al nucleo e procede allo stesso ritmo; inoltre, tale ritmo risulta praticamente insensibile alle condizioni esterne di pressione, temperatura e ambiente chimico in cui viene a trovarsi il nucleo interessato.
Il processo di cattura elettronica, invece, è iniziato da un'interazione di un elettrone con un nucleo, il quale nucleo lo cattura con una certa probabilità e quindi decade nel modo già visto. Se l'elettrone non ci fosse, come nel caso di un atomo completamente ionizzato, la cattura elettronica non potrebbe avvenire in tale stato. Per questo, l'emivita di questo processo, che coinvolge nucleo ed elettroni intorno ad esso, viene a dipendere, seppur molto lievemente, dalla densità elettronica in prossimità del nucleo, la quale influenza la probabilità di cattura dell'elettrone. Di conseguenza, l'emivita di un dato atomo viene influenzata in definitiva tutto ciò che influenza la densità elettronica in prossimità del nucleo (essenzialmente, nel livello 1s) e quindi anche dal suo stato chimico: la carica (se è uno ione), l'ibridazione, lo stato di ossidazione, il numero e dal tipo di atomi ad esso legati e dalla loro elettronegatività, etc., e anche fattori come P e T.
La cattura elettronica, considerata rispetto al solo nucleo di un atomo, è una reazione nucleare (senza la presenza di almeno un elettrone esterno non può avvenire); rispetto invece all'atomo nel suo complesso, la cattura elettronica è un decadimento, dato che nel processo esso si tramuta in un altro atomo senza interventi esterni.

### Processi secondari
Catturando un elettrone, il nucleo dell'atomo viene ad avere un protone in meno (Z  →  Z-1): è cambiata la natura fisica del nucleo e per questo anche la natura chimica dell'atomo. A cattura elettronica appena avvenuta, il nucleo diviene quello dell'elemento precedente nella tavola periodica, ma gli elettroni sono ancora nei livelli energetici dell'atomo iniziale. Tutti i livelli energetici dell'atomo cambiano improvvisamente il loro valore: il riassestamento degli elettroni nei nuovi livelli energetici comporta emissione di raziazione X, ma può anche comportare l'espulsione di un elettrone dall'atomo (conversione interna ed emissione Auger), cosicché può venire a formarsi anche uno ione positivo dopo la cattura elettronica.
Inoltre, quando un elettrone del primo guscio (1s) viene catturato dal nucleo, viene a crearsi un posto vuoto, una lacuna elettronica in tale guscio, che tende ad essere subito rioccupata da un elettrone che si trovi nel guscio soprastante (livello energetico superiore); questo elettrone, cadendo a un livello energetico inferiore, emette energia, di norma un fotone di radiazione X; ma così facendo anche in quel livello si crea una lacuna, che sarà colmata se c'è un elettrone a un livello ancora superiore, con emissione di un altro fotone X (di frequenza diversa), e potenzialmente altri eventi simili.
Tenendo conto di quanto sopra, la cattura elettronica da parte di un nuclide AZE andrebbe meglio schematizzata nel modo seguente:
AZE    →   AZ-1E' * + {\displaystyle \nu _{e}}
AZ-1E' *   →   AZE'  +  hf (radiazione X)
dove l'asterisco in AZ-1E' * denota che il nuclide che si produce viene a trovarsi in uno stato eccitato;

### Esempi
Il primo ben conosciuto esempio di nuclide soggetto a cattura elettronica è il 74Be, il quale decade in 73Li, stabile; l'emivita è di 53,22 giorni e l'energia rilasciata è Q = 862 keV (< 1.022 keV). Questo valore, per quanto detto, implica che il decadimento β+ per questo nuclide è impossibile e in effetti non si osserva. Un altro è il nuclide 3718Ar, che decade per sola cattura elettronica a 3717Cl (stabile) rilasciando 813,87 keV, con un'emivita di 34,95 giorni. Un altro esempio ancora è il nuclide 7333As, che decade a 7332Ge (stabile) per sola cattura elettronica, con un'emivita di 80,30 giorni e un'energia rilasciata di 341 keV.
Un esempio di decadimento in modalità mista si ha nel nuclide genitore di 7333As, cioè il 7334Se: nel 35% dei casi questo decade per cattura elettronica (ε) rilasciando 2.740 keV e nel restante 65% dei casi decade per emissione di positrone (β+) rilasciando (2.740-1.022) keV = 1.718 keV; in entrambi i casi viene prodotto il nuclide 7333As già visto sopra, ma questo viene prodotto come atomo neutro nel primo caso e come ione negativo nel secondo; l'emivita complessiva è di 7,14 ore.
Altri esempi:
- 2613Al  → 2612Mg + {\displaystyle \nu _{e}}
- 4120Ca → 4119K + {\displaystyle \nu _{e}}
- 4422Ti  → 4421Sc + {\displaystyle \nu _{e}}
- 5526Fe  → 5525Mn + {\displaystyle \nu _{e}}
- 5928Ni  → 5927Co + {\displaystyle \nu _{e}}
- 8337Rb  → 8336Kr + {\displaystyle \nu _{e}}
- 12353I   → 12352Te + {\displaystyle \nu _{e}}